# Дългоигла риба таралеж
Дългоиглите риби таралежи (Diodon holocanthus) са вид животни от семейство Риби таралеж (Diodontidae).
Те са незастрашен вид. На дължина достигат до 50 сантиметра.
Таксонът е описан за пръв път от Карл Линей през 1758 година.